# Radio Tarifa
Radio Tarifa va ser un conjunt espanyol de música del món, que combinava el flamenc, la música àrab-andalusa, la música àrab, la música morisca i altres influències musicals de la Mediterrània, l'Edat Mitjana i el Carib. El nom del conjunt prové d'una emissora de ràdio imaginària de Tarifa, un petit poble de la província espanyola de Cadis, Andalusia, la part d'Espanya més propera al Marroc. En comptes de simplement fusionar els estils musicals tal com es coneixen actualment, Radio Tarifa va remuntar en el temps al passat comú d'aquests estils, abans de la conquesta definitiva de Granada el 1492, quan els moriscos i jueus van ser exiliats de la península Ibèrica. Aquest estil inventat il·lumina els estils reals d'Espanya, sobretot el flamenc, encara que la banda va rebutjar tot purisme musical, preferint barrejar arranjaments de composicions tradicionals amb les seves pròpies melodies i combinar instruments de l'Antic Egipte, l'època clàssica grega i romana amb saxos moderns i baix elèctric.

## Història
Tant Fain Dueñas (percussió, Espanya) com Vincent Molino (flauta, França) van ser alumnes del multiinstrumentista i compositor marroquí Tarik Banzi de l’Al-Andalus Ensemble. Junts van fundar un grup de música antiga que tocava música de la Baixa Edat Mitjana i el Renaixement anomenat Ars Antiqua Musicalis, però aquest grup no va poder assolir l'èxit comercial. Quan van conèixer el granadí Benjamin Escoriza — cantant de flamenc criat per gitanos— — Madrid a finals dels anys vuitanta, l'última peça per a una nova banda estava al seu lloc.
El seu primer àlbum, Rumba Argelina, es va gravar el 1993 i es va convertir en un èxit a Europa quan es va publicar el 1996, i de nou, quan es va reeditar (a través de l'associació amb Nonesuch Records) a Amèrica el 1997. L'èxit crític i financer d'aquest disc va permetre formar una banda de gira en tota regla que va tocar a 17 països europeus, així com a Turquia, Marroc, Egipte, Palestina, Austràlia, Nova Zelanda, Brasil, Colòmbia, Mèxic, Canadà i Estats Units".
Després de 14 anys d'intensa activitat musical, la banda va anunciar que faria una pausa indefinida; el seu concert de comiat es va fer a Barcelona l'11 de novembre de 2006. El 9 de març de 2012 va morir el cantant Benjamin Escoriza als 58 anys.

## Discografia
- Rumba Argelina (1993)
- Temporal (1996)
- Cruzando el río (2000)
- Fiebre (2003) (en directe al Toronto Small World Music Festival de 2002)
- En directe 25 de juliol de 2004 - Ramallah, Palestina

## Personal
- Benjamin Escoriza - veu
- Fain Sánchez Dueñas - darbuka, percussió, cors
- Vincent Molino - ney, Cromorn, oboè poitou

### Convidats
- Jaime Muela - flauta, saxo soprano
- Pedro Esparza - saxo soprano
- Amir John Haddad - Ud, cors
- Wafir Sh. Gibril - acordió
- Ramiro Amusategui - Busuqui
- Jorge Gomez - guitarra flamenca, guitarra elèctrica
- Sebastian Rubio - pandereta, bongos
- David Purdye - baix elèctric, cors
- Peter Oteo - baix elèctric
- Javier Paxarino - flautes, instruments de vent